# Am Buachaille

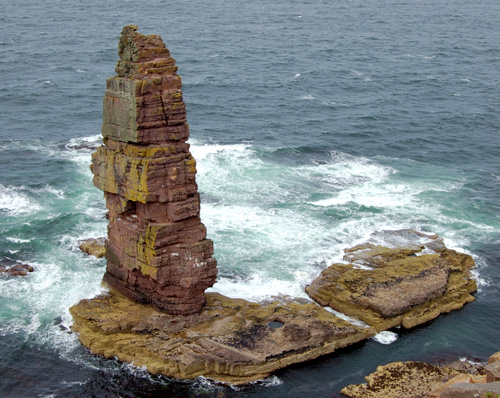
Am Buachaille

Am Buachaille – kolumna skalna w pobliżu zatoki Sandwood, hrabstwie Sutherland, w Szkocji. Ma wysokość 65 m. Pierwszego wejścia na wierzchołek dokonali dwaj brytyjscy wspinacze: Tom Patey i Ian Clough w 1968 r.